# 惡 (アルバム)
『惡』（あく）はMUCCの15thアルバム。2020年6月10日発売。発売元はデンジャークルー・レコード。

## 概要
- 『壊れたピアノとリビングデッド』以来約1年4ヶ月ぶりのアルバム。

- コンセプト・アルバムだった前作と打って変わり、"今作は、よりバンドの本質に近い作品"だとミヤは語っている。[4]

- 当初は5月20日リリース予定だったが、新型コロナウイルス感染症の流行の影響により延期となった。

- 朱ゥノ吐VIP会員限定受注生産盤、通常盤、初回生産限定盤の3タイプが発売。初回生産限定盤にはMVとアルバムのメイキング映像を収録。

- 全形態共通で初回プレスには、アルバム収録曲16曲とCD未収録の「taboo (惡 MIX)」、「例えば僕が居なかったら (惡 MIX)」の2曲を加えた全18曲分のハイレゾ音質 （96kHz/32bit）とCD音質 （44.1kHz/16bit）の楽曲データがダウンロードできるエムカードが付属。[5]

- 前作に引き続き、吉田トオルがピアノとキーボードで参加している。

- MUCCのスタジオ・アルバムで最長の作品となっている。

- キャリア初となるオリコンデイリーアルバムランキング1位を記録した。[6]

- オリコン週間アルバムランキングでは、初週で6,533枚を売り上げ、6位を記録した。[1]アルバムがトップ10入りするのはキャリア初。

- 9月2日より、エムカード収録版の18曲をミヤがリマスタリングした『惡+2 Special Edition -Mastered by Miya-』として、配信形式でリリースされた。[7]

## 収録曲

### CD
1. 惡-JUSTICE- [3:35]
（作詞:逹瑯/作曲:ミヤ）
2. CRACK [3:16]
（作詞・作曲:ミヤ）
3. アメリア (惡 MIX) [7:00]
（作詞・作曲:ミヤ）
  - 38thシングルのアルバム・バージョン。
4. 神風 Over Drive [2:24]
（作詞:逹瑯/作曲:SATOち）
5. 海月 [4:31]
（作詞:ミヤ/作曲:吉田トオル、ミヤ）
6. Friday the 13th [3:00]
（作詞:逹瑯/作曲:逹瑯、ミヤ）
7. COBALT [4:16]
（作詞・作曲:ミヤ）
8. SANDMAN [3:10]
（作詞:逹瑯/作曲:YUKKE、ミヤ）
9. 目眩 feat. 葉月(lynch.) [4:12]
（作詞:ミヤ/作曲:逹瑯、ミヤ）
  - 「アルカディア featuring DAISHI DANCE」以来となるフィーチャリング楽曲。
10. スーパーヒーロー [4:31]
（作詞・作曲:逹瑯）
  - 他界した逹瑯の父親について書かれた曲。[8]
  - 元はよりレゲェ的なアレンジだった。デモテープにはなっていないが、そのアレンジで2018年10月〜2019年5月の間にライブで何度か披露されている。
11. DEAD or ALIVE [3:17]
（作詞:SATOち、逹瑯/作曲:SATOち、ミヤ）
12. 自己嫌惡 [6:08]
（作詞・作曲:ミヤ）
13. アルファ [4:35]
（作詞:ミヤ/作曲:YUKKE）
14. My WORLD (惡 MIX) [4:57]
（作詞・作曲:SATOち、ミヤ）
  - 39thシングルのアルバム・バージョン。
15. 生と死と君 (惡 MIX) [4:59]
（作詞・作曲:ミヤ）
  - 37thシングル収録曲のアルバム・バージョン。
16. スピカ [5:44]
（作詞・作曲:ミヤ）
17. Terrace (惡 MIX) [3:27]
（作詞・作曲:YUKKE）
  - CD盤のみ収録の隠しトラック。[9]
  - 『MUCC 2018 Lock on snipe Tour #1「北海道型収監6days」』の小樽公演でSATOちへのドッキリとして披露された曲を本格的にレコーディングしたもの。
  - 2020年1月〜2月に開催された『MUCC 2020 Lock on snipe Tour #10「関東型壊れたピアノとリビングデッド収監11days」』にて会場限定の8cmCDとして発売された。

### エムカード
1. 惡-JUSTICE- [3:35]
2. CRACK [3:16]
3. アメリア (惡 MIX) [7:00]
4. 神風 Over Drive [2:24]
5. 海月 [4:31]
6. Friday the 13th [3:00]
7. taboo (惡 MIX) [6:00]（作詞・作曲:逹瑯）
  - 40thシングルのアルバム・バージョン。
8. COBALT [4:16]
9. 例えば僕が居なかったら (惡 MIX) [4:21]（作詞:YUKKE/作曲:YUKKE、ミヤ）
  - 41stシングルのアルバム・バージョン。
10. SANDMAN [3:10]
11. 目眩 feat. 葉月(lynch.) [4:12]
12. スーパーヒーロー [4:31]
13. DEAD or ALIVE [3:17]
14. 自己嫌惡 [6:08]
15. アルファ [4:35]
16. My WORLD (惡 MIX) [4:57]
17. 生と死と君 (惡 MIX) [4:59]
18. スピカ [4:50]

### DVD (初回生産限定盤のみ)
- 「惡 -JUSTICE- 」ミュージック・ビデオ
- 『惡』レコーディングメイキング映像